# Microrégion d'Andradina
 (février 2025).
Si vous disposez d'ouvrages ou d'articles de référence ou si vous connaissez des sites web de qualité traitant du thème abordé ici, merci de compléter l'article en donnant les références utiles à sa vérifiabilité et en les liant à la section « Notes et références ».
La microrégion d'Andradina est l'une des trois microrégions qui subdivisent la mésorégion d'Araçatuba de l'État de São Paulo au Brésil.
Elle comporte 11 municipalités qui regroupaient 179 591 habitants en 2006 pour une superficie totale de 6 888 km².

## Municipalités[1]
- Andradina
- Castilho
- Guaraçaí
- Ilha Solteira
- Itapura
- Mirandópolis
- Murutinga do Sul
- Nova Independência
- Pereira Barreto
- Sud Mennucci
- Suzanápolis